# Akunnaat
Akunnaat [aˈkunːaːt] (nach alter Rechtschreibung Akúnât; deutsch Lichtenfels) ist eine wüst gefallene grönländische Siedlung im Distrikt Nuuk in der Kommuneqarfik Sermersooq.

## Lage
Akunnaat liegt auf der Insel Qeqertarsuatsiaq. Fünf Kilometer nordöstlich auf derselben Insel befindet sich Qeqertarsuatsiaat.

## Geschichte

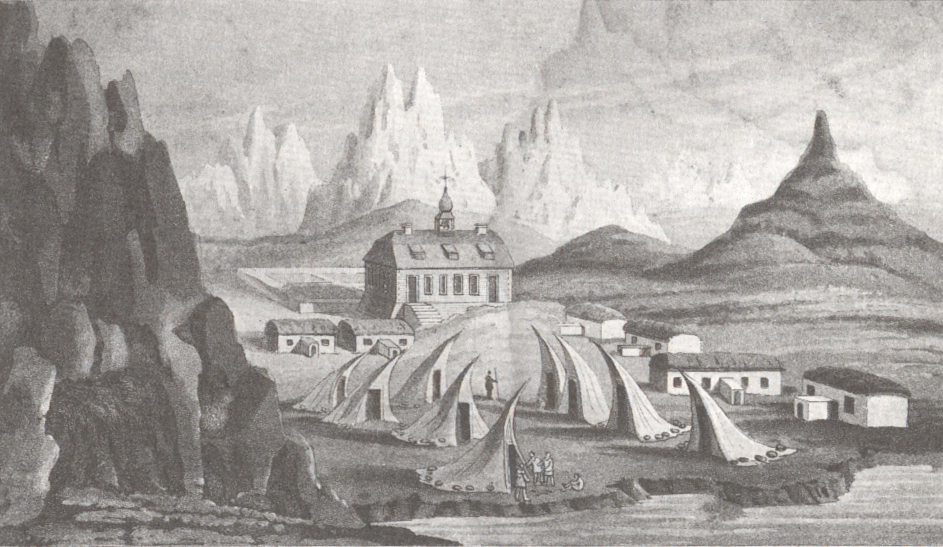
Lichtenfels in einem Stich von David Cranz (1770)

Akunnaat wurde 1758 von der Herrnhuter Brüdergemeine als Missionsstation Lichtenfels gegründet, kurz nachdem die Dänen die Loge in Qeqertarsuatsiaat gegründet hatten. Anfangs lief die Mission schleppend, aber nachdem man 1768 einen Angakkoq bekehrt hatte, wurden rasch immer mehr Grönländer getauft. Von 1766 bis 1786 war Hans Henrik Raun als Assistent in Qeqertarsuatsiaat tätig und er unterstützte die Herrnhuter Mission. Bekanntester Missionar in Lichtenfels war der Oberschlesier Johann Beck (1706–1777).
1877 hatte Lichtenfels laut Hinrich Johannes Rink 150 Einwohner, während in der Loge nur 90 Personen lebten. Einige der Bewohner verließen den Ort und gründeten neue Wohnplätze in der Umgebung. 1900 verließen die Herrnhuter Grönland und Lichtenfels wurde an die Dänische Mission übergeben. Ab 1911 gehörte Akunnaat zur Gemeinde Fiskenæsset.
1918 lebten 45 Personen im Ort, die in sechs sehr schlecht gebauten Wohnhäusern lebten. Die Bewohner waren wie für die Herrnhutergemeine üblich ohne europäische Abstammung. Zu diesem Zeitpunkt stand in Akunnaat noch die alte Missionarswohnung, die auch als Kirchen- und Schulgebäude fungierte. Mit 9,5 × 23 Metern war das Gebäude für damalige Verhältnisse riesig und es gab in ihr drei Wohnzimmer, einen Altar, eine Kniefallbank und eine Orgel. Seit 1900 stand das Gebäude leer. Unter den Bewohnern waren neun Jäger, die hauptsächlich von der Robbenjagd lebten. Außerdem lebte ein unausgebildeter Katechet in Akunnaat.
In der ersten Hälfte des 20. Jahrhunderts lebten maximal 73 Menschen in Akunnaat, bevor 1950 die letzten 30 Einwohner den Ort verließen.

## Söhne und Töchter
- Theofilus Johnsen (1894–?), Landesrat